# ガボン軍
ガボン軍（ガボンぐん、フランス語: Forces armées gabonaises）は、ガボン共和国の軍隊。

## 概要
ガボン軍は陸軍、海軍、空軍から構成されている。陸軍3,200名、海軍500名、空軍1,000名の他、憲兵隊2,000名を擁する。

## 階級
- 大将 (Général d´armée)
- 中将 (Général de corps d´armée)
- 少将 (Général de division)
- 准将 (Général de brigade)
- 上級大佐 (Colonel Major)
- 大佐 (Colonel)
- 上級中佐 (Lieutenant-colonel Major)
- 中佐 (Lieutenant-colonel)
- 上級少佐 (Commandant Major)
- 少佐 (Commandant)
- 上級大尉 (Capitaine Major)
- 大尉 (Capitaine)
- 上級中尉 (Lieutenant Major)
- 中尉 (Lieutenant)
- 少尉 (Sous-lieutenant)
- 曹長 (Adjudant-chef Major)
- 上級軍曹 (Adjudant-chef)
- 軍曹 (Adjudant)
- 上級伍長 (Sergent-chef)
- 伍長 (Sergent)
- 上級兵長 (Caporal-chef)
- 兵長 (Caporal)
- 一等兵 (Soldat Première)
- 兵 (Soldat)

## 組織・編制

### 陸軍
編制は以下の通り。
- 歩兵中隊×8
- コマンド/空挺中隊×1
- 工兵中隊×1
- 大統領警護大隊[4]×1

装備は以下の通り
- 装甲戦闘車両
  - パンデュールI - 20輌
  - パンデュールII - 1輌（評価試験用）
  - EE-3 ジャララカ - 12輌
  - EE-9 カスカベル - 14輌
  - EE-11 ウルツ - 12輌
  - ERC 90装甲車 - 14輌
  - AML 60/90 - 24輌
  - V-150 コマンドウ（en） - 9輌

- 航空機（陸軍航空隊）
  - SA 342 ガゼル - 5機
  - SA 330 ピューマ - 3機

### 海軍
所属艦艇についてはガボン海軍艦艇一覧を参照のこと。
司令部はポールジャンティに置かれている。基地は同港のみ。

### 空軍
1972年に創設。2024年時点で、6機のミラージュF1戦闘機を主力とし、ほかに7機の輸送機と2機の練習機、9機のヘリコプターが現役である。